# Operator imagine

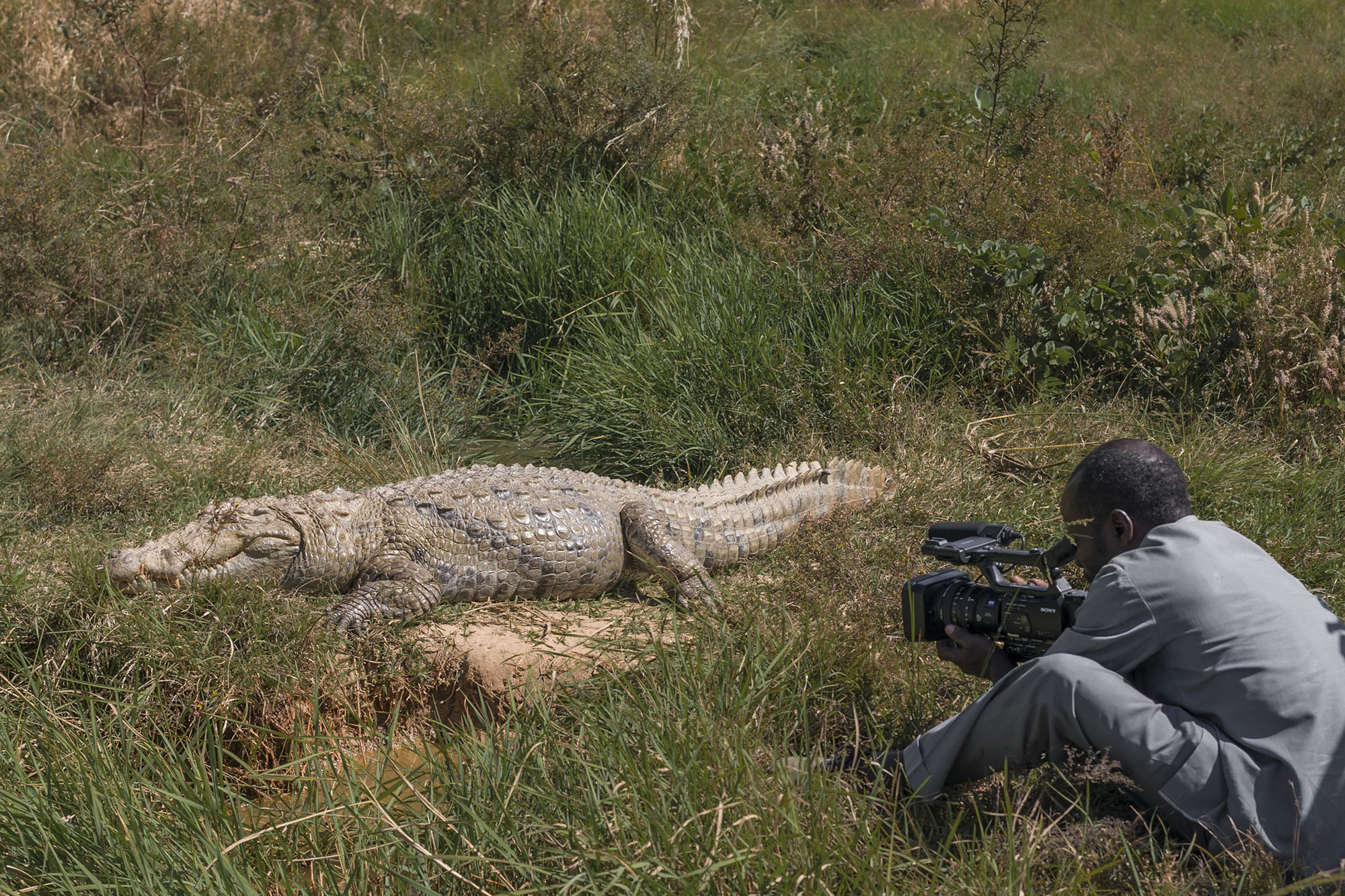
Operator imagine
(Burkina Faso)

Operatorul de imagine este specialistul din cadrul echipei de filmare care coordonează colectivul de imagine, asigură înregistrarea imaginii pe peliculă, răspunde de aspectele artistice și tehnice legate de această operație.
Operatorul de imagine în colaborare cu scenograful și sub îndrumarea regizorului, elaborează concepția plastică a filmului.
Calitatea sa de coordonator al colectivului de imagine stabilește mijloacele de filmare necesare ca aparatura de filmare, de iluminare, pelicula negativă, cât și mișcările de aparat, compunerea cadrului, asigură punerea luminii în cadru, determină condițiile de expunere a peliculei, coordonează înregistrarea propiu-zisă a imaginilor, urmărește prelucrarea foto-chimică a peliculei. De asemenea participă efectiv la operațiunile de etalonaj în vederea obținerii imaginii în forma finită.